# جامع الترك
جامع الترك المعروف أيضا جامع إترك، هو مسجد تونسي في وسط حومة السوق، في جزيرة جربة، بالقرب من منطقة فوندق وكنيسة القديس يوسف بجربة.

## موقع
يقع المسجد التركي في وسط حومة السوق، تقريبا مقابل المركز الثقافي فريد غازي وراء كنيسة القديس يوسف، في ما كان سابقا منطقة المالطية. ليس بعيدا من جامع الأجانب و محطة النار وإدارة الضرائب.

## تاريخ
بناء هذا المسجد يعود إلى القرن السادس عشر، تحت قيادة القايد غازي مصطفى باي مبني في برج الكبير من قبل درغوث رئيس بعد إعدام الشيخ الجزيرة في عام 1560. تم ترميمها عدة مرات وهو معلم تاريخي مصنف .

## معرض صور

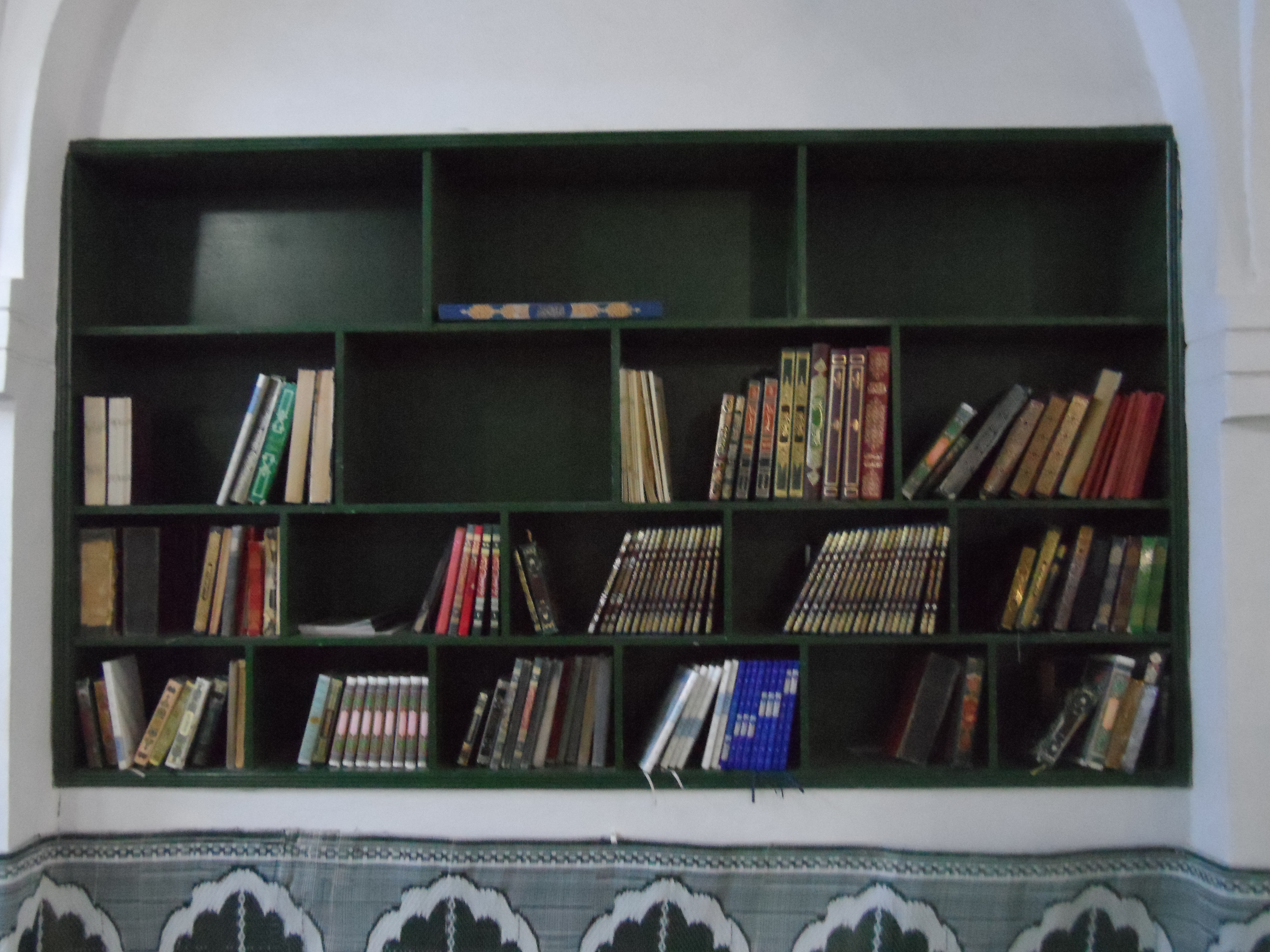
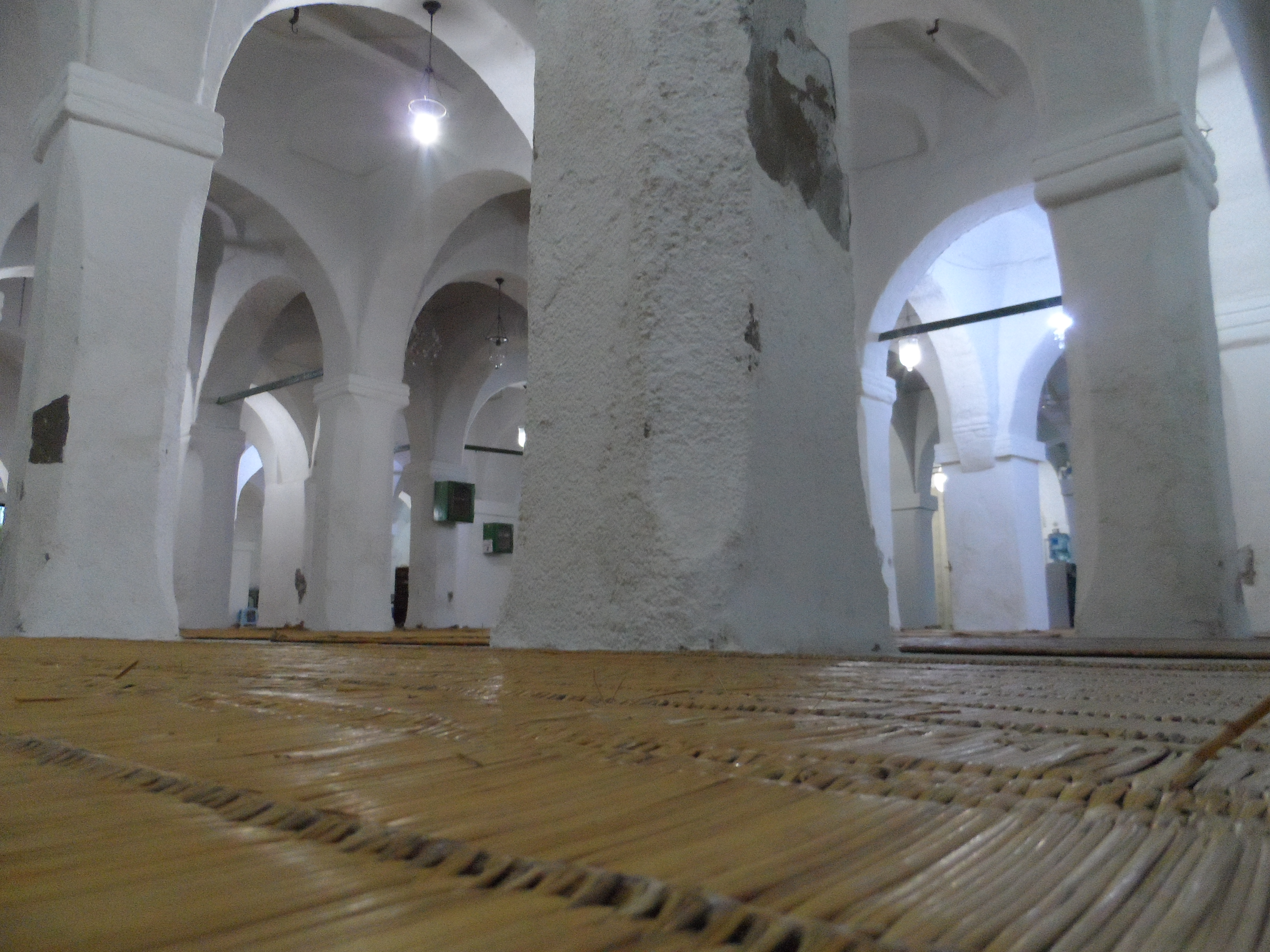
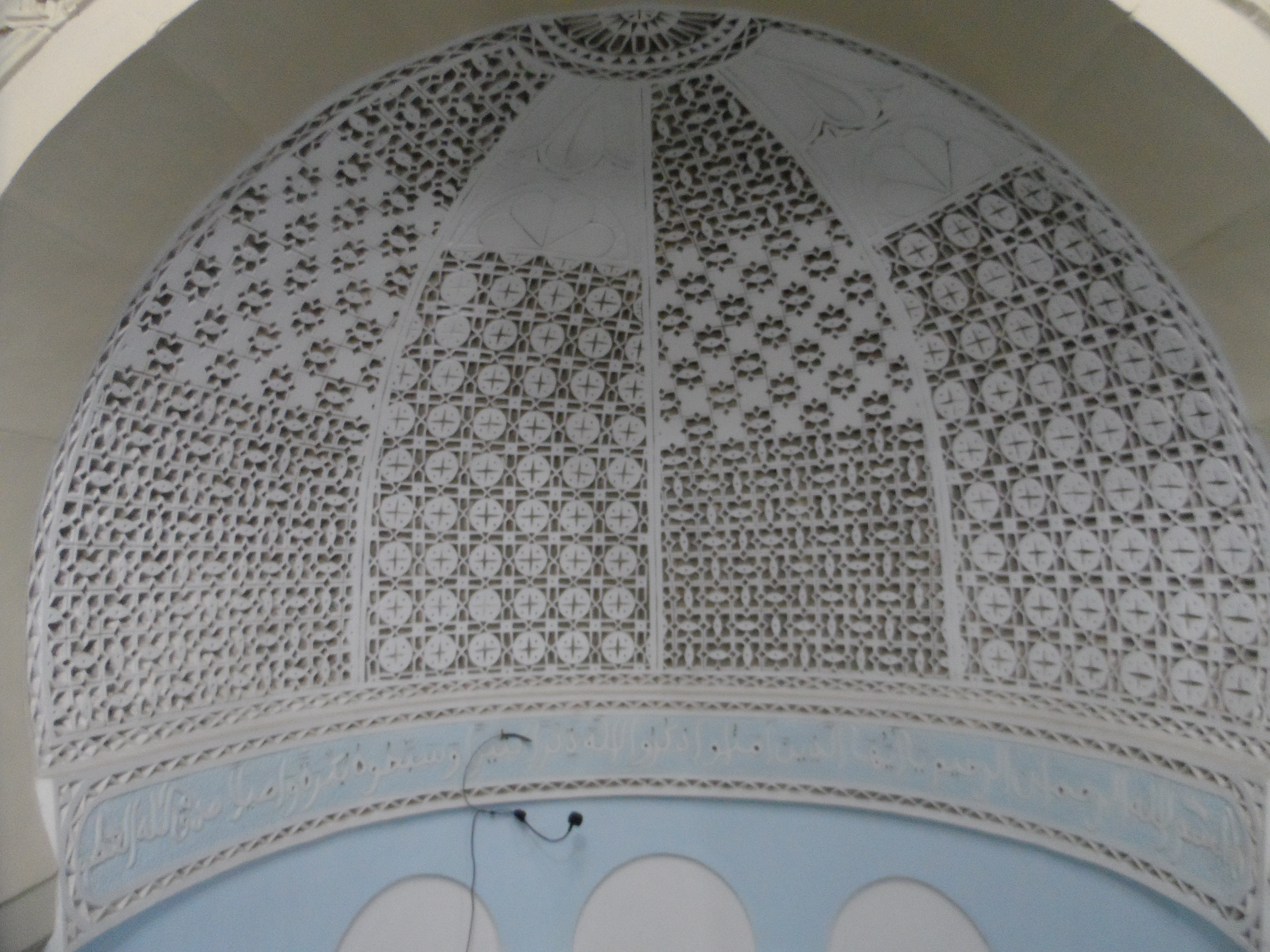
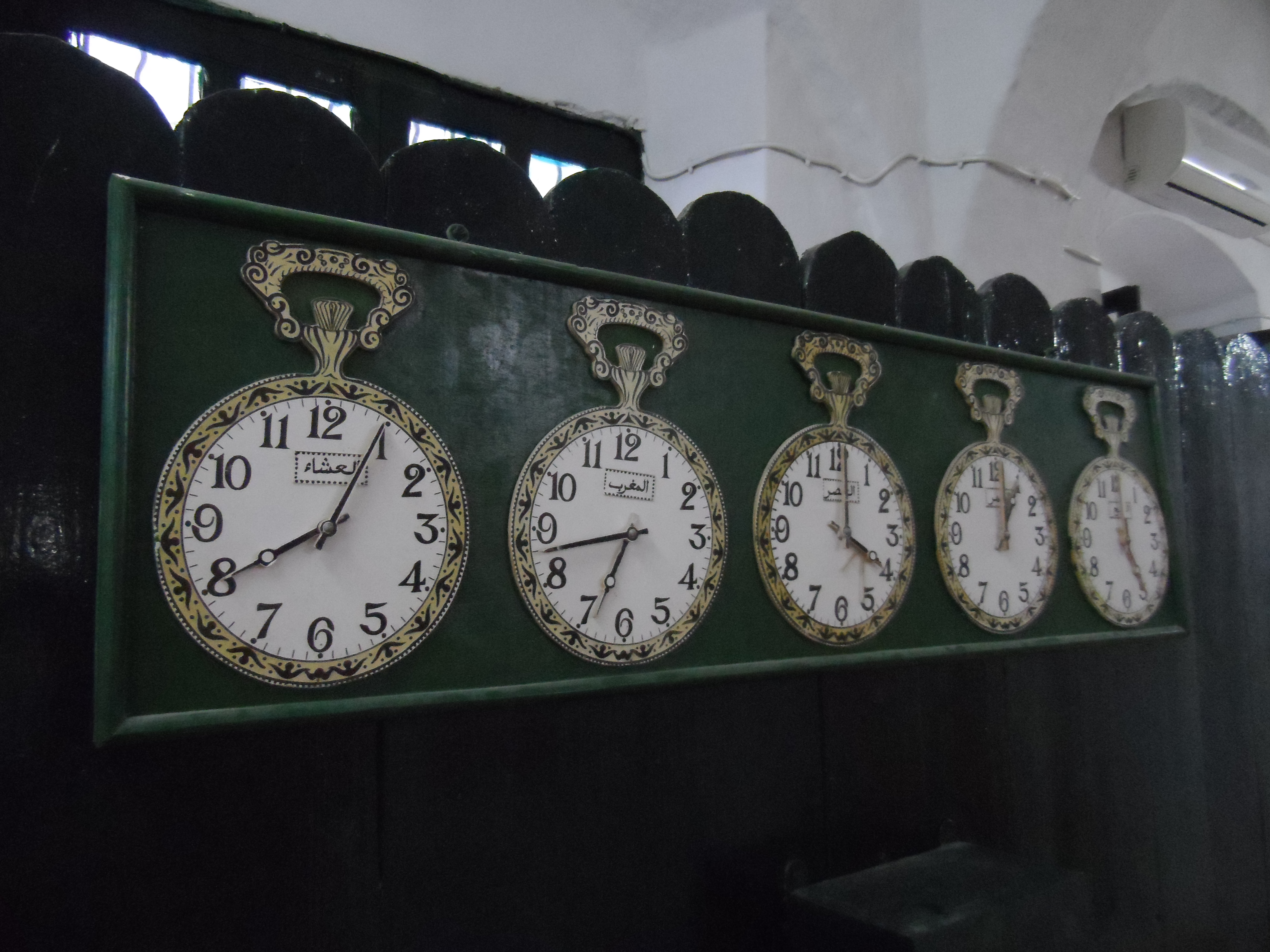